# 星野之宣
星野之宣（1954年1月29日—），日本SF漫畫家，北海道出身。

## 榮譽
- 1975年 - 第9回手塚獎入選（「はるかなる朝」）
- 1992年 - 第23回星雲獎漫畫部門（「ヤマタイカ」）
- 2008年 - 第12屆日本新媒體動漫藝術節 漫畫部門優秀賞（「宗像教授異考録」）
- 2013年 - 第44回星雲獎漫畫部門（「星を継ぐもの」）

## 作品
- 宗像教授系列
  1. 東方奇譚秘聞錄，原名、全6冊
  2. 東方奇譚秘聞錄【特別篇】、全1冊
  3. 宗像教授異考錄，原名、全15冊
- 2001夜物語，原名、全3冊
- 殞月THE MOON LOST，原名、全2冊
- 星艦迷航，原名、全3冊
- 重回侏儸紀，原名、全4冊
- 藍洞，原名、全3冊
- 忽必烈 世界帝國的完成、全1冊
- 星塵之旅 Star Dust Memories，原名、全1冊
- 滅獸之海，原名、全1冊
- 星野之宣SF自選傑作集劍齒虎 SABER TIGER、全1冊
- 異星獸獵人 PLANETARY HUNTER，原名、全1冊
- 神南火－忌部神奈 女性神話系列，原名、全3冊
- 、全2冊
- 、全1冊
- 、全1冊
- 星之繼承者，原名、全4冊

## 畫展
- 2015年9月與千葉徹彌、中村光共3位漫畫家在英國大英博物館舉辦「Manga now three generations（現代漫畫三世代）」展[3]。

## 關連人物
- 魚戶修（曾擔任星野之宣的助手。）

## 外部連結
- STAR FIELD （页面存档备份，存于）（星野之宣ファンサイト）（日語）
- 星野之宣の世界（日語）